# Saison 1986-1987 du Football Club auscitain
La saison 1986-1987 du Football Club auscitain voit le FC Auch évoluer en groupe B, le second niveau du rugby français.
L'équipe évolue cette saison encore sous les ordres des entraîneurs Bernard Salam et Pierre Remouneda.
Cette année-là, les Minimes du club sont champion de France pour la première fois.
Jacques Fouroux conduit l’équipe de France en finale de la Coupe du monde.

## Les matchs de la saison

### À domicile
- Auch-Fumel : victoire
- Auch-Périgueux
- Auch-La Rochelle
- Auch-Orléans
- Auch-Bergerac
- Auch-Cognac
- Auch-Marmande
- Auch-Salles
- Auch-Condom

### À l’extérieur
- Fumel-Auch: 9-10 : match interrompu à la 72e minute après que le joueur de Fumel Little ait bousculé l’arbitre.
- Périgueux-Auch : victoire (Périgueux sera relégué après cette défaite).
- La Rochelle-Auch
- Orléans-Auch
- Bergerac-Auch
- Cognac-Auch
- Marmande-Auch
- Salles-Auch
- Condom-Auch

## Effectif
- Arrières : Jacques Brunel
- Ailiers : Philippe Lombardo, Vincent Romulus, Philippe Lazartigues
- Centres : Roland Pujo, Patrick Lafferière, Patrick Courbin, Bernard Mouret
- Ouvreurs : Gilles Boué, Jean Tapie
- Demis de mêlée : Serge Milhas
- Troisièmes lignes centre : Patrick Salle-canne, Bernard Laffite
- Troisièmes lignes aile : Henri Nart, Daniel De Inès, Bernard Agut, Louis Charles Régent
- Deuxièmes lignes : Jean-Pierre Dorique
- Talonneurs : Guy Sdrigotti
- Piliers : Lafourcade, Pelissier, Joël Rocca, Olivier Salam, Franck Capdeville

+ Christian Caujolle, Francis Alguerola